# Grand Médine
Albums de Médine
 Storyteller
(2018) Médine France
(2022)
Grand Médine est le 7e album studio du rappeur français Médine sorti le 6 novembre 2020 sur le label Din Records. L’album contient de nombreux featuring avec : Hatik, Koba LaD, Rémy, Larry, Pirate, Oxmo Puccino, Soso Maness, YL ou Bigflo & Oli,.

## Liste des pistes
| No  | Titre                                                             | Producteurs                                     | Durée |
| --- | ----------------------------------------------------------------- | ----------------------------------------------- | ----- |
| 1.  | Ignorez l'intro                                                   | UNCL & Achraf Baati                             |       |
| 2.  | FC Grand Médine                                                   | Mikuda & Wladimir Pariente                      |       |
| 3.  | Grand dla tess (feat. Hatik)                                      | Denza, MOC & Sofiane Pamart                     |       |
| 4.  | God Complex                                                       | Wladimir Pariente & DST The Danger              |       |
| 5.  | Voltaire                                                          | Proof & Sofiane Pamart                          |       |
| 6.  | Grand Paris 2 (feat. Koba LaD, Larry, Oxmo Puccino, Pirate, Rémy) | Proof                                           |       |
| 7.  | HLM Grand Médine                                                  | Proof                                           |       |
| 8.  | À l'essentiel                                                     | Le Motif & Redzol                               |       |
| 9.  | Quartier VIP (feat. Soso Maness)                                  | Proof                                           |       |
| 10. | Enfant du destin - Sara                                           | Proof                                           |       |
| 11. | Barbapapa                                                         | Achraf Baati                                    |       |
| 12. | Reste (feat. YL)                                                  | Proof                                           |       |
| 13. | Ray                                                               | Loxon, Kaonefy & Sofiane Pamart                 |       |
| 14. | L'imposteur                                                       | Proof                                           |       |
| 15. | Tue-l'amour                                                       | Wladimir Pariente, USKY, Dinos & DST The Danger |       |
| 16. | Tête à cœur (feat. Bigflo & Oli)                                  | Proof & Mik Prod                                |       |
| 17. | FAQ                                                               | Achraf Baati                                    |       |

## Clips
- 17 Septembre 2020 : Grand dla tess (feat. Hatik)
- 8 Octobre 2020 : FC Grand Médine
- 6 Novembre 2020 : Grand Paris 2 (feat. Koba LaD, Larry, Pirate, Rémy & Oxmo Puccino)
- 21 Janvier 2021 : Voltaire
- 1 Avril 2021 : Barbapapa

## Réception

### Commercial
L’album se vend à 5 852 copies en une semaine ce qui est un belle performance avec la pandémie du Covid-19.